# Lanciego
Lanciego (cooficialmente en euskera: Lantziego) es un municipio español de la provincia de Álava, en la comunidad autónoma del País Vasco.

## Toponimia
Su nombre pertenece a la misma serie de topónimos acabados en -iego de la zona, como Samaniego o Elciego, y que parece ser el mismo sufijo de voces castellanas como palaciego, veraniego, etc, sin que esté claro cuál es el primer componente en este caso.

## Geografía
El municipio está compuesto por las localidades de Lanciego y Viñaspre.
También forma parte del municipio el despoblado de Asa.

## Demografía
Lanciego cuenta con una población de 685 habitantes (INE 2024).
| Gráfica de evolución demográfica de Lanciego entre 1842 y 2021 |
| |
| Población de derecho según los censos de población del INE Población de hecho según los censos de población del INEEn estos censos se denominaba Lanciego: 1842, 1857, 1860, 1877, 1887, 1897, 1900, 1910, 1920, 1930, 1940, 1950, 1960, 1970, 1981 y 1991 Entre el censo de 1887 y el anterior, crece el término del municipio porque incorpora a 01532 (Viñaspre) |

## Administración y política
| Periodo   | Nombre                            | Partido | Partido                                                       |
| --------- | --------------------------------- | ------- | ------------------------------------------------------------- |
| 1979-1983 | Jesús Blanco Martínez de Osaba    |         | Euzko Alderdi Jeltzalea-Partido Nacionalista Vasco (EAJ-PNV)  |
| 1983-1987 | Pedro Antonio Moreno Ibañez       |         | Partido Socialista de Euskadi-Euskadiko Ezkerra (PSE-EE PSOE) |
| 1987-1991 | Juan Ocariz Querejazu             |         | Euzko Alderdi Jeltzalea-Partido Nacionalista Vasco (EAJ-PNV)  |
| 1991-1999 | Emilio Pérez Azpillaga Querejazu  |         | Euzko Alderdi Jeltzalea-Partido Nacionalista Vasco (EAJ-PNV)  |
| 1999-2003 | Manuel Zabala González            |         | Partido Popular del País Vasco (PP)                           |
| 2003-2007 | Alfonso Luis González Eguílaz     |         | Euzko Alderdi Jeltzalea-Partido Nacionalista Vasco (EAJ-PNV)  |
| 2019-act. | Itziar de Álava Martínez de Icaya |         | Euzko Alderdi Jeltzalea-Partido Nacionalista Vasco (EAJ-PNV)  |

| Partido político                                              | 2023  | 2023  | 2023       | 2019  | 2019  | 2019       | 2015  | 2015  | 2015       | 2011  | 2011  | 2011       | 2007  | 2007  | 2007       |
| Partido político                                              | %     | Votos | Concejales | %     | Votos | Concejales | %     | Votos | Concejales | %     | Votos | Concejales | %     | Votos | Concejales |
| Euzko Alderdi Jeltzalea-Partido Nacionalista Vasco (EAJ-PNV)  | 52,97 | 196   | 4          | 48,36 | 177   | 4          | 61,17 | 189   | 5          | 45,81 | 186   | 4          | 46,83 | 192   | 3          |
| Partido Socialista de Euskadi-Euskadiko Ezkerra (PSE-EE PSOE) | 28,64 | 106   | 2          | 43,98 | 161   | 3          | 14,56 | 45    | 1          | 17,73 | 72    | 1          | 15,37 | 63    | 1          |
| Euskal Herria Bildu (EH Bildu)                                | 13,78 | 51    | 1          | —     | —     | —          | —     | —     | —          | —     | —     | —          | —     | —     | —          |
| Partido Popular del País Vasco (PP)                           | 3,78  | 14    | 0          | 6,28  | 23    | 0          | 20,39 | 63    | 1          | 32,51 | 132   | 2          | 35,37 | 145   | 3          |

## Patrimonio
- Iglesia de San Acisclo y Santa Victoria
- Ermita de Santa María del Campo